# Ciklopentadién
| Ciklopentadién                                                                                                  |                                  |
| |                                  |
| \| A ciklopentadién vonalvázas képlete \| A ciklopentadién kalottamodellje \|                                   |                                  |
| A ciklopentadién pálcikamodellje                                                                                |                                  |
| Más nevek | 1,3-Ciklopentadién, piropentilén |
| Kémiai azonosítók                                                                                               |                                  |
| Rövidítés | CPD, HCp                         |
| CAS-szám | 542-92-7                         |
| PubChem | 7612                             |
| ChemSpider | 7330                             |
| EINECS-szám | 208-835-4                        |
| MeSH | 1,3-cyclopentadiene              |
| ChEBI | 30664                            |
| RTECS szám | GY1000000                        |
| SMILES | C1C=CC=C1                        |
| InChI | 1/C5H6/c1-2-4-5-3-1/h1-4H,5H2    |
| InChIKey | ZSWFCLXCOIISFI-UHFFFAOYSA-N      |
| Beilstein | 471171                           |
| Gmelin | 1311                             |
| UNII | 5DFH9434HF                       |
| ChEMBL | CHEMBL3188826                    |
| Kémiai és fizikai tulajdonságok                                                                                 |                                  |
| Kémiai képlet                                                                                                   | C5H6                             |
| Moláris tömeg                                                                                                   | 66,10 g/mol                      |
| Megjelenés | Színtelen folyadék               |
| Szag | irritáló, terpénszerű            |
| Sűrűség | 0.802                            |
| Olvadáspont | -90 °C                           |
| Forráspont | 40,85 °C                         |
| Oldhatóság (vízben)                                                                                             | nem oldódik                      |
| Savasság (pKa)                                                                                                  | 16                               |
| Mágneses szuszceptibilitás                                                                                      | -44,5·10−6 cm3 mol−1             |
| Törésmutató (nD)                                                                                                | 1.44 (20 °C)                     |
| Gőznyomás | 53,3 kPa                         |
| Kristályszerkezet                                                                                               |                                  |
| Molekulaforma                                                                                                   | Síkalkatú                        |
| Dipólusmomentum                                                                                                 | 0.419 D                          |
| Termokémia |                                  |
| Standard moláris entrópia So298                                                                                 | 182.7 J·mol−1·K−1                |
| Hőkapacitás, C                                                                                                  | 115.3 J·mol−1·K−1                |
| Veszélyek |                                  |
| PEL | TWA 75 ppm (200 mg/m3)           |
| Ha másként nem jelöljük, az adatok az anyag standardállapotára (100 kPa) és 25 °C-os hőmérsékletre vonatkoznak. |                                  |
| A ciklopentadién vonalvázas képlete                                                                             | A ciklopentadién kalottamodellje |

A ciklopentadién szerves vegyület, képlete C5H6. Gyakran CpH-ként rövidítik, mivel a ciklopentadienidion rövidítése Cp−.
E színtelen folyadék szaga erős, kellemetlen. Szobahőmérsékleten e gyűrűs dién órák alatt diciklopentadiénné dimerizálódik Diels–Alder-reakcióval. E dimer visszaalakítható a monomerré hevítéssel.
A vegyületet általában ciklopentén és származékai előállítására használják, ezenkívül a ciklopentadienidion prekurzora, mely fontos ligandum a fémorganikus kémiában a ciklopentadienil-komplexekben.

## Előállítása és reakciói

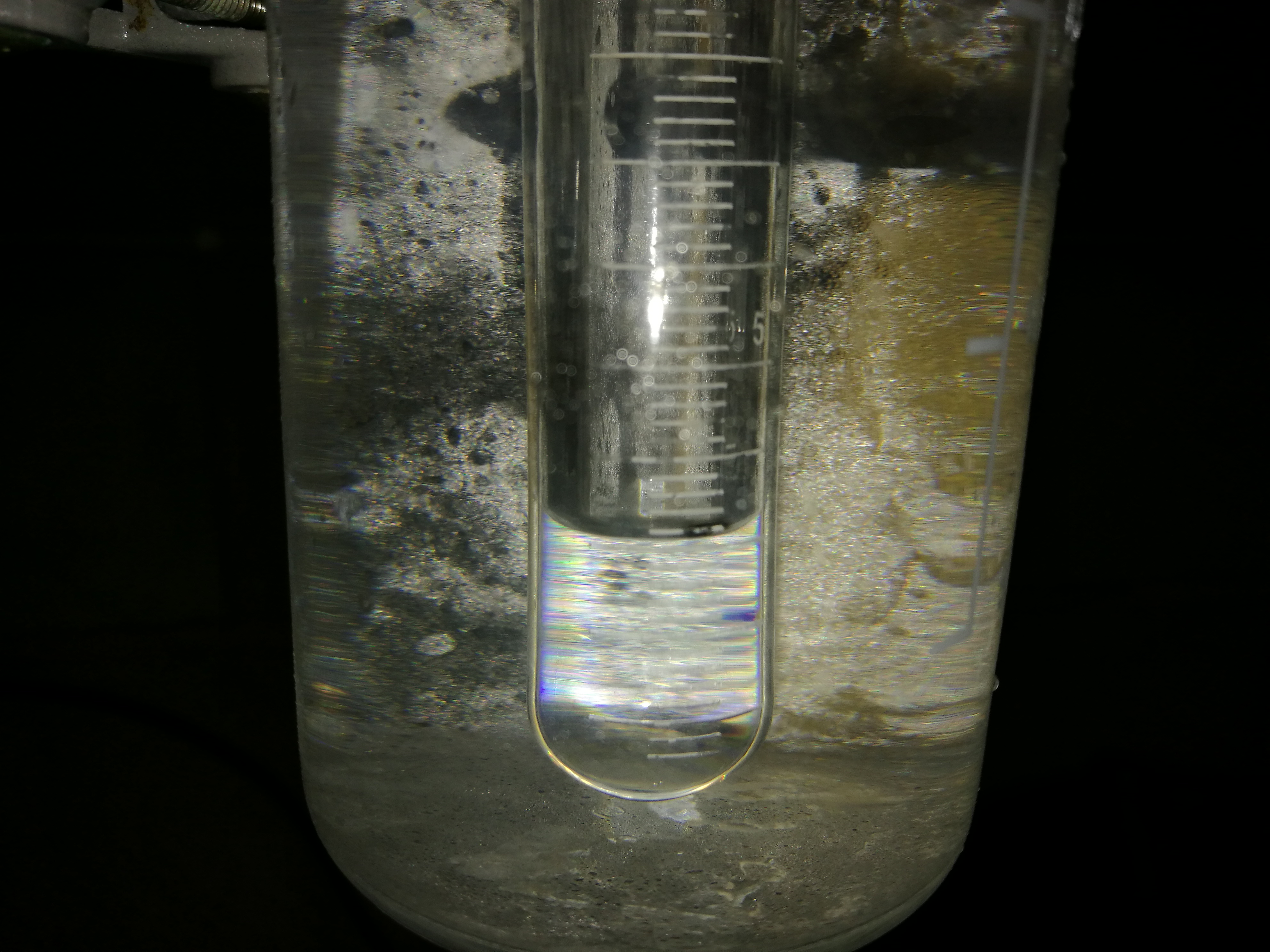
Ciklopentadién-monomer jégben

A ciklopentadién előállítását általában egymásba alakulásuk miatt nem választják el a diciklopentadiéntől. Kőszénkátrányból (koncentráció: 10-20 ppm) és krakkolással (mintegy 1,4%) állítják elő. Ciklopentadién-monomer előállításához a diciklopentadiént mintegy 180 °C-ra hevítik. A monomert desztillálják és később felhasználják. Javasolt frakcionáló oszlop használata a krakkolatlan dimer eltávolításához.

### Szigmatróp átrendeződés
A ciklopentadién hidrogénatomjai gyors [1,5]-szigmatróp átrendeződéseken mennek át, de a hidridátalakulás 0 °C-on elég lassú az alkilszármazékok szelektív változtathatóságához.

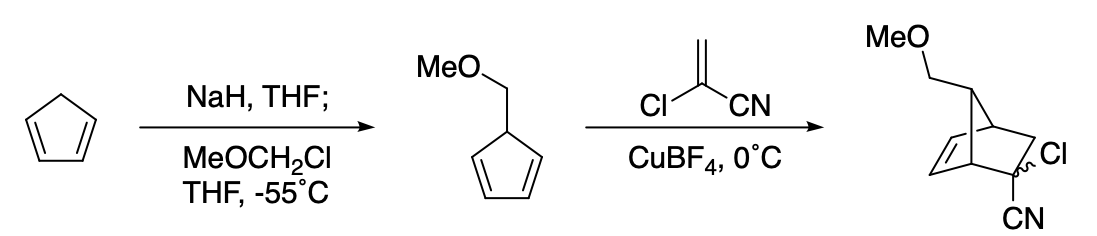
Diénszelektív Diels–Alder-reakció az F2α prosztaglandin Corey-szintézisében

Még fluxiósabbak a C5H5E(CH3)3 származékok (E=Si, Ge, Sn), ahol a nehezebb elem szénről szénre vándorol alacsony aktiválási energiával.

### Diels–Alder-reakciók
A ciklopentadién reaktív dién a Diels–Alder-reakcióban, mivel más diénekhez képest kevés torzítás szükséges az átmeneti állapot eléréséhez. A ciklopentadién dimerizálódik. Ez az átalakulás szobahőmérsékleten órák alatt megy végbe, de a monomer napokig tárolható −20 °C-on.

### Deprotonáció
A vegyület rendkívül savas {\displaystyle ({\text{p}}K_{a}=16)} szénhidrogén, melyet az aromás ciklopentadienidion (C5H−5) magyaráz. Számos bázis deprotonálhatja, például a nátrium-hidrid, a fémnátrium vagy a butillítium. Forgalomban vannak az aniont tartalmazó vegyülete, például a nátrium- vagy a lítium-ciklopentadienid. Ezeket ciklopentadienilkomplexek létrehozására használják.

### Metallocénszármazékok
A metallocéneket és hasonló ciklopentadienilszármazékokat sokat kutatták, és a fémorganikus kémia fontos részei stabilitásuk miatt. Az első leírt metallocént, a ferrocént más metallocénekhez hasonlóan állították elő: MC5H5 képletű alkálifém-vegyületek átmenetifém-dihalogeniddel való reakciójával. Például a nikkelocén nikkel(II)-kloridból képződik nátrium-ciklopentadieniddel THF-ben.
{\displaystyle {\ce {NiCl2 +2 NaC5H5 ->Ni(C5H5)2 +2 NaCl}}}
Ciklopentadiént és ciklopentadienidet is tartalmazó fémkomplexek is ismertek, ilyen például egy rodocénmonomerből protikus oldószerekben képződő rodocénszármazék.

### Szerves szintézis
A ciklopentadién volt Leo Paquette 1982-es dodekahedránszintézisének kiinduló anyaga. Az első lépés a molekula reduktív dimerizációja volt dihidrofulvalénné, nem egyszerű addíció diciklopentadiénné.

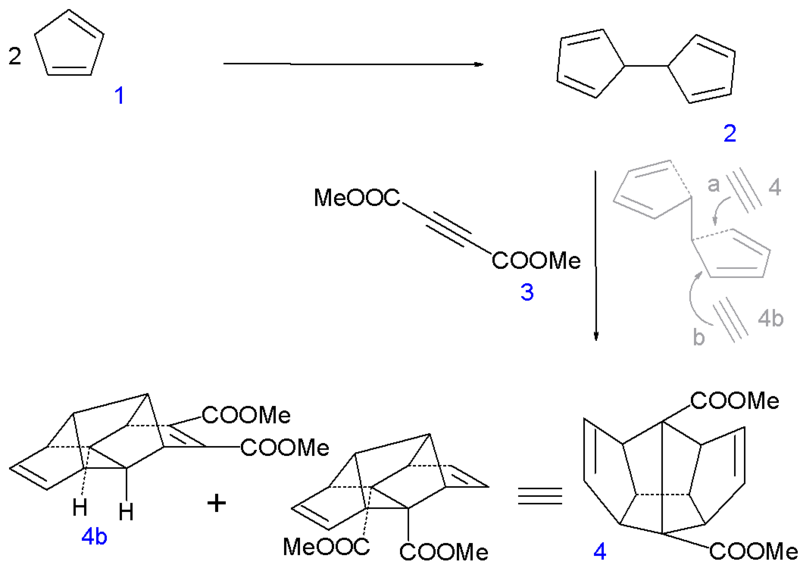
Paquette 1982-es dodekahedránszintézisének kezdete. Az 1. lépés a ciklopentadién dimerizációja dihidrofulvalénné.

## Használata
A ciklopentadiénalapú katalizátorok prekurzora mellett a ciklopentadién használatos komonomerek prekurzoraként is. Részleges hidrogénezése ciklopentént, a butadiénnel való Diels–Alder-reakciója etilidénnorbornént ad, mely az EPDM gumik komonomerje.

## Származékai

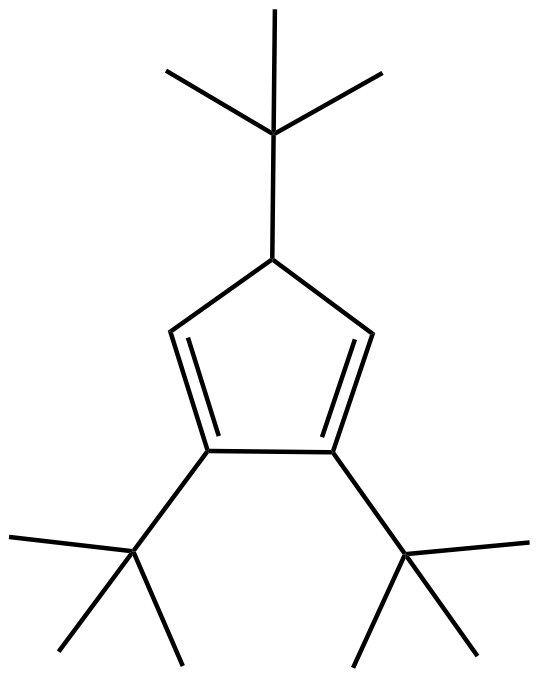
A tBu_{3}C_{5}H_{3} szerkezete.

A ciklopentadiénben egy vagy több hidrogén helyettesíthető, az alábbi származékokat adva:
- Nagy ciklopentadiének
- Kalicén
- Ciklopentadienon
- Di-terc-butilciklopentadién
- Metilciklopentadién
- Pentametilciklopentadién
- Pentacianociklopentadién

E szubsztituált ciklopentadiének legtöbbje képes anionképzésre és ciklopentadienilkomplexek alkotására.

## Fordítás
Ez a szócikk részben vagy egészben  a   Cyclopentadiene című angol Wikipédia-szócikk ezen változatának fordításán alapul.  Az eredeti cikk szerkesztőit annak laptörténete sorolja fel. Ez a jelzés csupán a megfogalmazás eredetét és a szerzői jogokat jelzi, nem szolgál a cikkben szereplő információk forrásmegjelöléseként.